# Mikoła Abramczyk
Mikoła Abramczyk (biał. Мікола Абра́мчык, Mikoła Abramčyk; ur. 16 sierpnia 1903 w rejonie Mołodeczna, zm. 29 maja 1970 w Paryżu) – białoruski publicysta i polityk emigracyjny pochodzenia ormiańsko-żydowskiego, w latach 1943–1970 przewodniczący Rady Białoruskiej Republiki Ludowej, formalnie głowa „państwa” na uchodźstwie.

## Życiorys

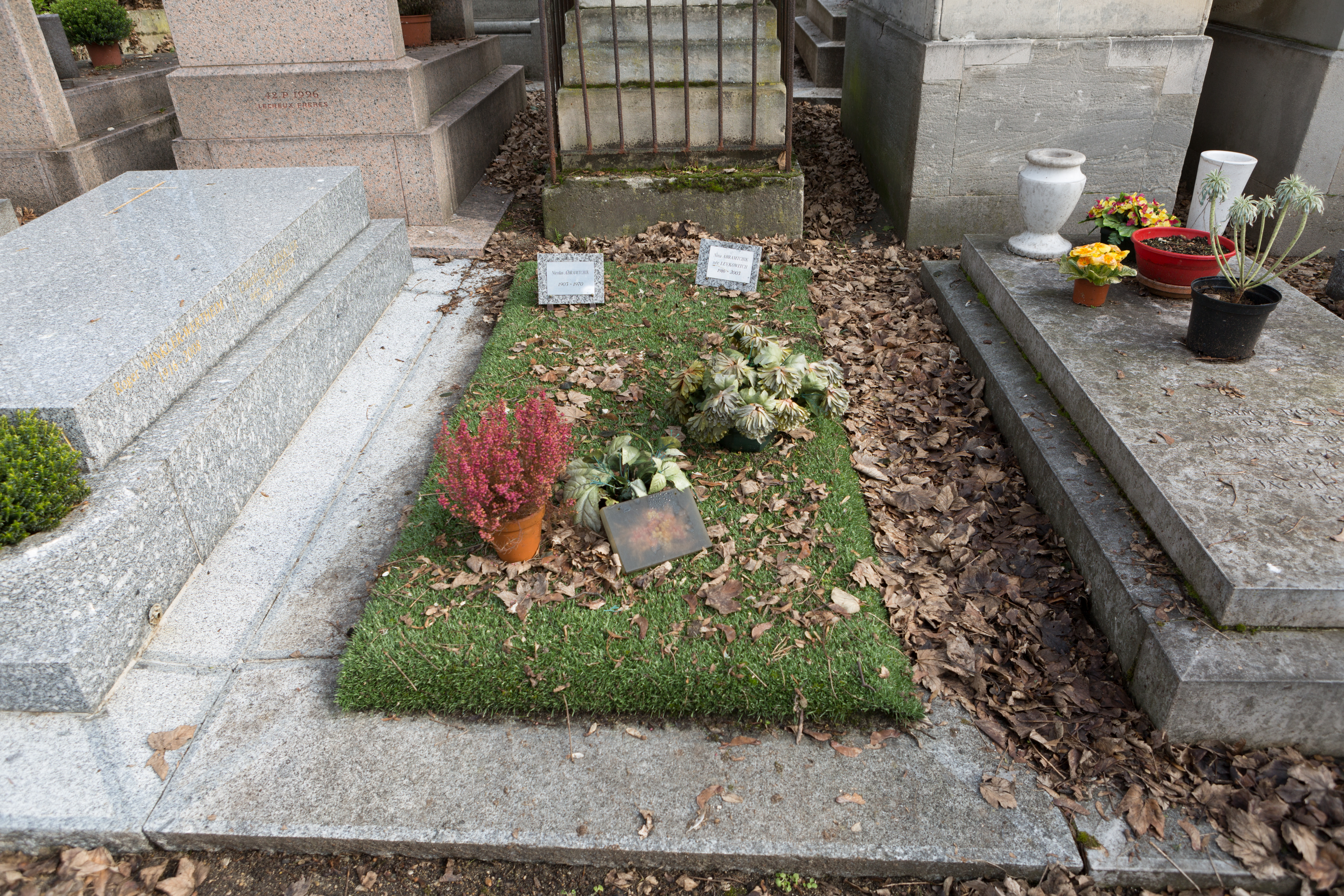
Grób Mikołaja Abramchik na cmentarzu Père-Lachaise w Paryżu

Uczył się w białoruskim gimnazjum w Radoszkowicach. Po wojnie domowej w Rosji wyemigrował w 1923 do Czechosłowacji. Zamieszkał i studiował nauki rolnicze w Pradze. Należał do Zrzeszenia Białoruskich Organizacji Studenckich. W 1930 wyjechał do Paryża, gdzie współtworzył białoruskie stowarzyszenie robotników „Хаўрус” („Chaurus”). Wydawał jego pisma „Бюлетэнь” („Biuleteń”) і „Рэха” („Recha”). Działał w emigracyjnych organizacjach kulturalnych i politycznych.
Po ataku wojsk niemieckich na ZSRR 22 czerwca 1941 podjął współpracę z III Rzeszą. Został członkiem kierownictwa Białoruskiego Komitetu Samopomocy w Berlinie. Prowadził kursy białoruskie. W 1943 został przez Niemców usunięty z Komitetu pod zarzutem prowadzenia zabronionej działalności i aresztowany na krótki czas. Po wypuszczeniu na wolność powrócił do Paryża, gdzie wybrano go prezydentem Białoruskiej Republiki Ludowej na uchodźstwie. Przejawiał szczególną troskę o los uchodźców białoruskich. Przez cały czas znajdował się pod obserwacją Gestapo.
Po zakończeniu wojny zaangażował się w działalność w międzynarodowym ruchu antykomunistycznym. W 1950 w Toronto opublikował broszurę pt. „I Accuse the Kremlin of the Genocide of My Nation”. Od końca lat 50. do końca lat 60. stał na czele Ligi Wyzwolenia Narodów ZSRR zrzeszającej przedstawicieli Ormian, Azerów, Ukraińców, Gruzinów, Białorusinów i Górali Kaukaskich.